# Fugro Equator
Fugro Equator — научно-исследовательское судно. Владелец и оператор — нидерландская компания Fugro Survey Pte Ltd.
Построено в 2012 году, передано заказчику 27 июля 2012 года. Третье в серии научно-исследовательских судов, специально спроектированных для нужд компании Fugro.

## Поисковые экспедиции
Корабль участвовал в нескольких экспедициях по поиску пропавших и затонувших судов в акватории Тихого океана.
В августе 2014 года Fugro Equator совместно с однотипным Fugro Discovery вошли в состав экспедиции, занимавшейся поисками следов пропавшего малайзийского «боинга» (Рейс 370 Malaysia Airlines).
В декабре 2017 года судно обнаружило у побережья островов Дьюк-оф-Йорк, входящих в состав Папуа — Новой Гвинеи, пропавшую в 1914 году австралийскую подводную лодку AE1.
18 апреля 2023 года было обнаружено японское вспомогательное судно «Монтевидео-мару», на борту которого 1 июля 1942 года погибло свыше тысячи человек (преимущественно австралийские военнопленные).